# Принцип геометричної відповідності
Принцип геометричної відповідності (рос. принцип геометрического соответствия, англ. principle of geometric agreement) — у гетерогенному каталізi на ефективність каталізатора вирішальний вплив має розміщення на його поверхні адсорбційних ансамблів з такою геометрією, яка повинна максимально відповідати розташуванню реагуючих під час каталітичної реакції атомів у реактантах (тобто розміщенню атомів у реакційному центрі лімітуючої стадії даної реакції).